# 盧卡斯·萊瓦
盧卡斯·佩齐尼·莱瓦（葡萄牙語：Lucas Pezzini Leiva，發音：[ˈlukɐz ˈlejvɐ]；1987年1月9日—），是一名已退役巴西職業足球員，司職防守中場，也可以擔任中堅。盧卡斯是巴西足球名宿、1974年世界盃決賽周巴西隊成員之一的李維尼亞的外甥，可謂出生於足球世家。盧卡斯由於擁有意大利護照，因此無需申請英國的工作簽證。

## 甘美奧
盧卡斯在2005年開始獲得機會，助甘美奧奪巴西足球乙级联赛冠軍，重返巴西足球甲級聯賽。2006年他幫助甘美奧奪取了州聯賽冠軍，及在巴甲中亦獲得第三名，取得了南美自由盃參賽資格。其出色表現更被外間譽為「巴西謝拉特」。
他更被巴西雜誌普拉卡尔（Placar）選為巴西聯賽最佳球員，獲得「巴西金球獎」，成為奪取該項獎項的歷史最年輕球員，而在該獎項過去得主曾包括罗马里奥、卡卡、羅賓奴、特维斯等這些球星。

## 利物浦
利物浦與甘美奧已在2007年5月11日達成協議，讓盧卡斯以800萬英鎊加盟利物浦，但讓他先完成南美解放者杯的決賽。很多球會亦對盧卡斯虎視眈眈，如马德里竞技、国际米兰、埃弗顿等。
在8月28日對圖盧茲的歐聯外圍賽中，盧卡斯首次代表利物浦在主場上陣，後備入替。在10月20日的利物浦市打吡，他出奇地後備入替隊長謝拉特，這只是他首次於英超上陣。盧卡斯在完場有機會射入其英超首個入球，可惜被守在門前的菲尔·内维尔蓄意用手阻擋射門，但利物浦仍能憑這犯規獲十二碼，由库伊特射入令利物浦勝出。
雖然被喻為巴西謝拉特，但盧卡斯的表現更像沙比·阿朗素，他的技術特點並非如同印象中巴西球員所具有的華麗，而是簡單實用、攻防皆備。身體素質硬朗，在注重力量的英超賽場上也幾乎沒有受傷過。他在11月24日對纽卡斯尔联的聯賽中首獲正選，贝尼特斯安排他在謝拉特身後組織攻勢，表現出色，協助球隊大勝3:0。因此，贝尼特斯在12月2日對博尔顿的聯賽中，再讓盧卡斯正選上陣。
2008年1月27日的英格蘭足總盃賽事中，盧卡斯獲正選上陣，對非聯賽球隊哈雲特。盧卡斯攻入一記25碼遠射，助紅軍以5-2獲勝。而這球亦是他首個在利物浦的進球。
在07-08賽季令人亮眼的首賽季之後，連續兩年(08-09、09-10)盧卡斯在賽場上的表現越趨平庸，不過由於總教練贝尼特斯的極端信任，仍可以穩定的打上比賽，踢球的風格逐漸的由BOX TO BOX轉變成為專司防守的後腰球員。
10-11賽季之始，新教練霍奇森對他提出可自由向其他球隊談判的提議，同時並購入了另一名防守中場波尔森，顯示出盧卡斯並不在新教練的球隊整建計畫中，盧卡斯最後仍堅持留在利物浦不考慮離開。不久，盧卡斯的球場能力在經過兩賽季的磨練之後大為進步，反而很快的成為鶴臣的正選主力之一，同時也晉身為巴西隊的主力國腳。在賽季中达格利什重新接手利物浦之時，盧卡斯的主力位置已無人可動搖，並與中場拍擋斯皮林建立良好的默契。
2011年3月30日，盧卡斯與球會簽下一份新合約，對外只說明這是一份長約，並沒有說明切確內容。2010-11賽季結束後，盧卡斯被球迷票選為10-11賽季俱樂部年度最佳球員，搶斷成功率更居於四大聯賽的第一人。2011年11月18日，盧卡斯被評選為2011年英格蘭西北部足球先生。
2011-12賽季，盧卡斯已成為利物浦的中場核心和屏障，並在2011年11月27號聯賽第十三輪對陣曼城打出生涯代表作：75次傳球69次成功，傳球成功次數全隊第一，並有1次威脅傳球，7次一對一搶斷全部成功、4次頭球爭搶全部成功、6次解圍、2次被對手侵犯。然而在兩天後的2011年11月29日，聯賽盃對切尔西時左膝十字韌帶遭受撕裂傷，這是他球員生涯第一次遇到的重大傷病打擊，而且缺席當個賽季餘下賽事。
2012-13賽季，新領隊罗杰斯上任後，從斯旺西簽入另一名防守中場乔·艾伦，但並沒有影響盧卡斯在隊中的位置，他在此賽季夥拍隊長謝拉特在中場一攻一守，令利物浦的中場發揮更為穩定。

## 巴西國家隊
盧卡斯曾經是巴西U20國家隊隊長，在2007年南美青年足球錦標賽中帶領隊伍奪冠，個人亦進了4球。
在2007年8月22日首次入選巴西國家足球隊成為大國腳，在二比零擊敗阿爾及利亞的賽事中後備入替。
2008年北京奧運之中，盧卡斯是巴西國奧隊的先發主力，在半決賽中輸給阿根廷，最終只能拿到第三名。
2010年世界盃，盧卡斯並未被邓加選入巴西國家隊，巴西國家隊則於8強賽遭淘汰。
此後巴西隊更換主教練文尼薩斯，在新教練的國家隊名單中，盧卡斯穩坐先發主力。
2011年美洲盃，盧卡斯先發全勤巴西隊賽事，但在8強賽對陣巴拉圭時被罰紅牌驅逐離場，巴西隊則隨即在此場的互射十二碼中敗陣出局。

## 球衣名稱
在巴西時，盧卡斯的球衣會印上Lucas（盧卡斯），在利物浦季前熱身賽中，他的球衣改用Leiva（利華），但在8月28日對圖盧茲的歐聯外圍賽中之後，他的球衣一直沿用Lucas。

## 榮譽
甘美奧
- 冠軍
  - 巴西足球乙級聯賽：2005
  - 州聯賽：2006，2007
- 亞軍
  - 南美自由盃：2007

利物浦
- 冠軍
  - 英格蘭足球預備組超級聯賽：2008
  - 英格蘭聯賽盃: 2011/12
- 亞軍
  - 英格蘭超級聯賽：2008-09

巴西
- 冠軍
  - 2007年南美青年足球錦標賽

- 銅牌
  - 奧林匹克運動會足球比賽：2008年

個人榮譽
- 2006年巴西金球獎（英语：Bola de Ouro）（巴西聯賽最佳球員）
- 2010年利物浦年度最佳青年球員
- 2010-11賽季利物浦賽季最佳球員
- 2011年英格蘭西北部年度足球先生

## 數據
最後更新：14 August 2013
| 俱樂部       | 賽季         | 巴西聯賽   | 巴西聯賽   | 巴西盃賽     | 巴西盃賽     | Campeonato Gaúcho | Campeonato Gaúcho | 解放者盃 | 解放者盃 | 總數 | 總數 |
| 俱樂部       | 賽季         | 上陣       | 進球       | 上陣         | 進球         | 上陣              | 進球              | 上陣     | 進球     | 上陣 | 進球 |
| ------------ | ------------ | ---------- | ---------- | ------------ | ------------ | ----------------- | ----------------- | -------- | -------- | ---- | ---- |
| 格雷米奧     | 2005         | 3          | 0          | 0            | 0            | -                 | -                 | -        | -        | 3    | 0    |
| 格雷米奧     | 2006         | 32         | 4          | 4            | 1            | 16                | 0                 | -        | -        | 52   | 5    |
| 格雷米奧     | 2007         | 3          | 0          | -            | -            | 9                 | 2                 | 8        | 1        | 20   | 3    |
| 格雷米奧     | Club Total   | 38         | 4          | 4            | 1            | 25                | 2                 | 8        | 1        | 75   | 8    |
|              |              | 英格蘭聯賽 | 英格蘭聯賽 | 英格蘭足總盃 | 英格蘭足總盃 | 英格蘭聯賽盃      | 英格蘭聯賽盃      | 歐洲賽事 | 歐洲賽事 | 總數 | 總數 |
| 利物浦       | 2007–08      | 18         | 0          | 4            | 1            | 3                 | 0                 | 7        | 0        | 32   | 1    |
| 利物浦       | 2008–09      | 25         | 1          | 2            | 0            | 2                 | 1                 | 10       | 1        | 39   | 3    |
| 利物浦       | 2009–10      | 35         | 0          | 2            | 0            | -                 | -                 | 13       | 1        | 50   | 1    |
| 利物浦       | 2010–11      | 33         | 0          | 1            | 0            | 1                 | 0                 | 12       | 1        | 47   | 1    |
| 利物浦       | 2011–12      | 12         | 0          | 0            | 0            | 3                 | 0                 | 0        | 0        | 15   | 0    |
| 利物浦       | 2012–13      | 26         | 0          | 1            | 0            | 0                 | 0                 | 4        | 0        | 31   | 0    |
| 利物浦       | Club Total   | 149        | 1          | 10           | 1            | 9                 | 1                 | 46       | 3        | 214  | 6    |
| 職業生涯總計 | 職業生涯總計 | 187        | 5          | 14           | 2            | 34                | 3                 | 54       | 4        | 289  | 14   |